# Jesus Etayo Arrondo
Jesus Etayo Arrondo (ur. 26 maja 1958 w Fustiñanie) – hiszpański duchowny katolicki, przeor generalny zakonu bonifratrów.

## Życiorys
Po ukończeniu szkoły apostolskiej w Saragossie wstąpił do zakonu bonifratrów. Postulat rozpoczął we wrześniu 1974 w Sant Boi de Llobregat. Ukończył go i złożył pierwsze śluby zakonne w Carabanchel w 1977. W 1980 uzyskał dyplom z pielęgniarstwa. Śluby wieczyste złożył w 1983, a przez następne dwa lata kontynuował naukę (teologia). Święcenia kapłańskie otrzymał w 1985 w Fustiñanie. W 2002 ukończył studium podyplomowe duszpasterstwa chorych. W 2004 uzyskał europejskie magisterium z bioetyki. Od 1995 do 2001 był prowincjałem. W 2006 (na 66. generalnej kapitule zakonu bonifratrów) został wicedefinitorem. 
W 2012 został przeorem generalnym bonifratrów. Wybór na to stanowisko ponowiono w Rzymie (69. generalna kapituła) 26 stycznia 2019 na kolejne sześć lat (do 2025).